# Monopatí
|  | No s'ha de confondre amb patinet. |

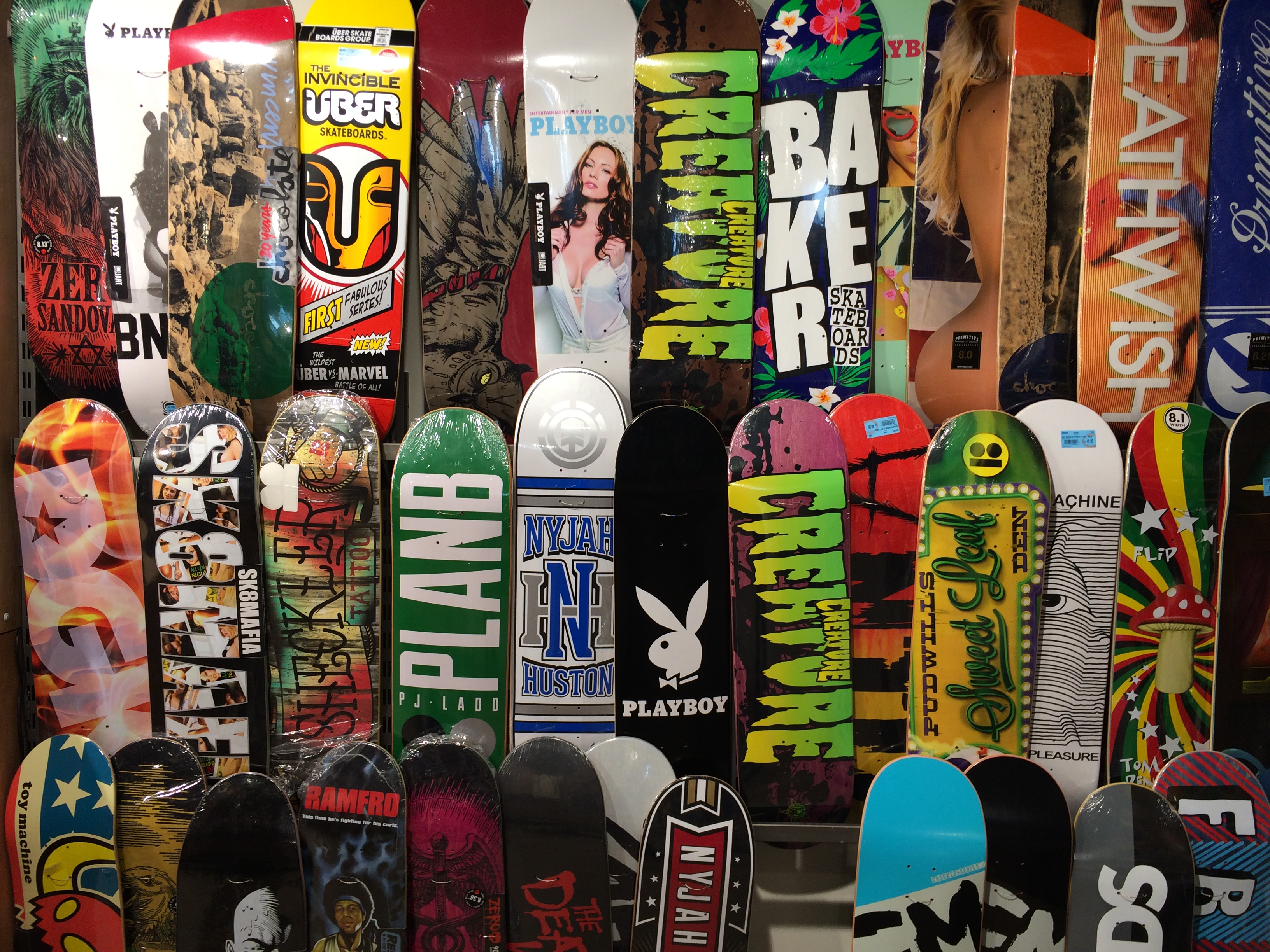
Assortiment de taules de monopatí en una botiga de Trèveris

El monopatí (en anglès, skateboard), és una planxa formada per set petites làmines de fusta o de fibra sintètica, muntada damunt de quatre rodes, que serveix per a patinar sobre superfícies llises. És considerat un esport de carrer que es va desenvolupar a partir de l'evolució del surf. S'anomena sk8 pels seus practicants. El 3 d'agost de 2016, el Comitè Olímpic Internacional va aprovar la incorporació de l'skateboarding per als Jocs Olímpics d'Estiu de 2020 de Tòquio.

## Història

El monopatí va sorgir l'estiu de 1962 a Califòrnia un dia sense onades, quan uns joves surfistes pensaven la manera de poder divertir-se sense la necessitat d'onades, i així va sorgir la idea de posar rodes a la taula de surf.
El monopatí proporcionava als riders l'experimentació d'unes sensacions molt semblants a les del surf, però sense la necessitat de posar-se a l'aigua. Aquest invent els permetia mantenir-se en forma i era una manera més d'entrenar sense dependre de les onades del mar.
De seguida van començar a crear-se equips, associacions, concursos i campionats, tot i que els monopatins encara lliscaven sobre una primitiva taula amb rodes metàl·liques. Tanmateix, a la primera eufòria li va seguir una campanya de descontentament, desprestigi i decepció. L'any 1970, Frank Nasworthy, com a substitut de l'acer de les rodes va provar les rodes de silicona, de plàstic dur o de resina epoxi, materials que oferien una adherència superior i una resistència i una lleugeresa més bona que el metall, a més d'evitar el soroll que feien les rodes metàl·liques.
Actualment, el que va començar com una manera d'entrenar-se s'ha convertit en un estil de vida que compta amb milers d'afeccionats arreu del món.

## Parts del monopatí
El monopatí està format per cinc parts:
- La taula (en anglès, board), de fusta, sovint combinada amb altres materials, com fibra de carboni, bambú o fibres sintètiques. Normalment està formada per set capes de fusta enganxades i compreses entre elles.

- La llima (en castellà, lija), de paper de vidre enganxada sobre la taula, dona adherència i estabilitat al patinador, a més de la fricció que cal per poder efectuar els trucs.

- Les rodes, que si es fan servir al carrer són més dures i petites i en rampa són més grans.

- Els eixos (en anglès, trucks) són la part metàl·lica que uneix la taula i les rodes (agafades pels rodaments i posades a l'eix). Depenent de si estan més ajustats o menys, la taula es podrà plegar amb més o menys força cap als costats. Quan es plega la taula cap a un costat, fa que els eixos girin i, per tant, permeten al patinador de canviar de direcció.

- Els rodaments (en anglès, bearings). N'hi ha dos de col·locats a dins de cada roda (en total, en un monopatí, n'hi ha vuit). Permeten que la roda giri sobre si mateixa.

## Trucs
Aquests són els trucs bàsics:

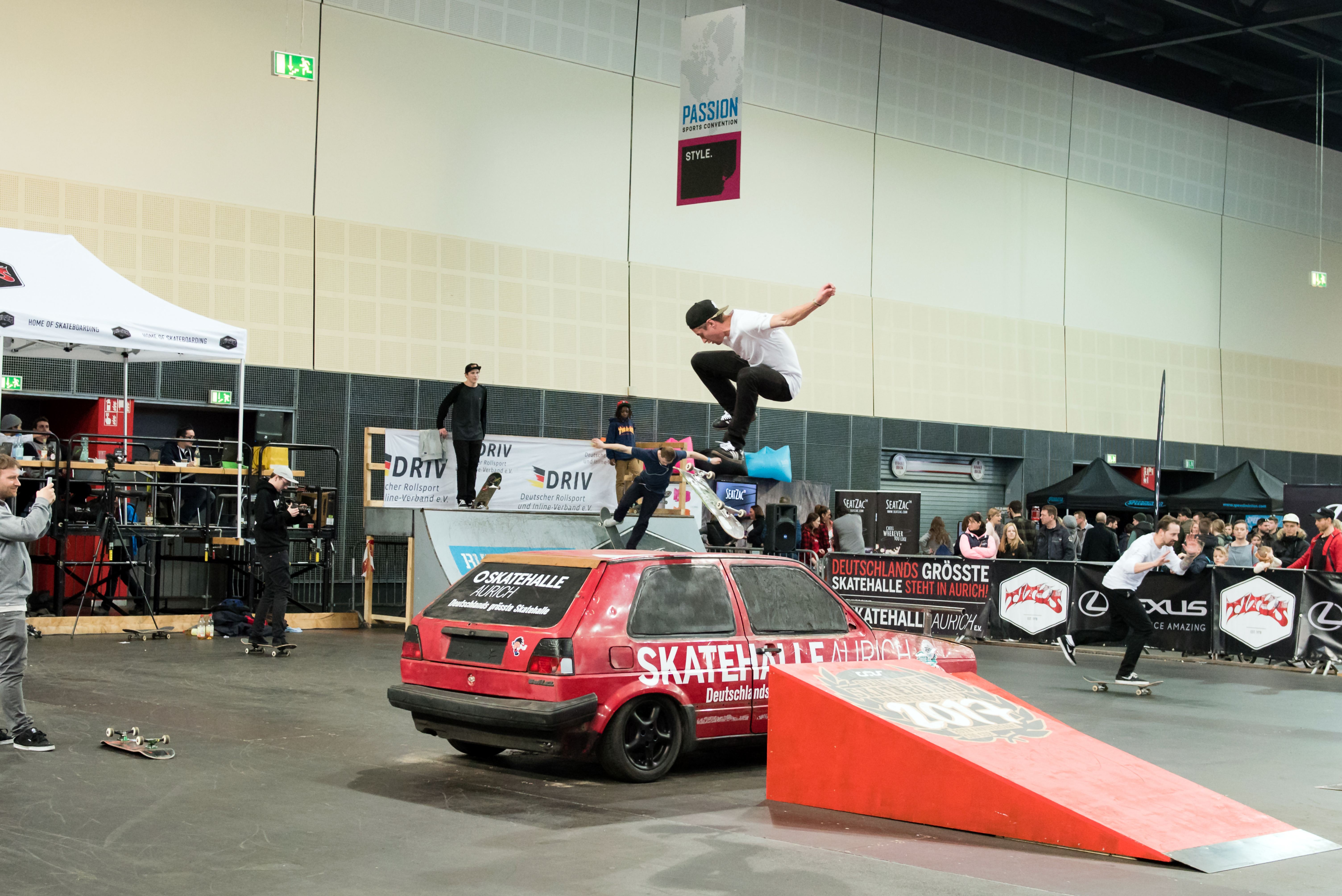
Patinadors en acció a Bremen

- Oll·i: consisteix a saltar amb el monopatí.[6]
- Kickflip: consisteix a fer una volta al monopatí 360 graus al llarg de l'eix de la taula.
- Heelflip: fer una volta cap a l'esquerra, i shove-it, que consisteix a fer girar el monopatí i caure-hi al damunt.
- Frontside/fs: consisteix a fer un ol·li i saltar cap a la dreta fent un moviment amb l'espatlla, de manera que es fa un gir de 180° de tot el cos juntament amb el monopatí.
- Backside/bs: igual que el frontside, però cap a l'esquerra.

### Trucs degrab
Són tots aquells trucs que es fan a l'aire i en què es subjecta la taula amb la mà. Aquests, segons la postura amb la qual realitzem el truc i la mà amb què agafem la taula, reben diferents noms:
- Nose grab: consisteix a prendre la taula per la part del nose amb la mà que et queda davant.
- Tail grab: consisteix a prendre la taula per la part del tail amb la mà que et queda al darrere.
- Double grab: consisteix a agafar la taula amb les dues mans.
- Mute grab: consisteix a prendre la taula per la part que queda darrere teu per la part de davant.
- Stale grab: consisteix a prendre la taula per la part que queda davant teu per la part de darrere.

### Trucs delip
Són els que es fan als cantons de les rampes. En aquests trucs s'intenta mantenir l'equilibri sobre el coping el màxim possible en diferents posicions. Per exemple, tots els trucs com ara axel, feeble, smith blunt, nose blunt, fs lipes, bs lipes, etc., es poden combinar amb flips, heelflips, 360 flip...

### Trucs deflip
Els trucs de flip consisteixen a fer girar la taula en diferents eixos i tornar a caure-hi a sobre després d'un salt, de manera que quan s'és a l'aire hi ha un moment en què el monopatí no està en contacte amb els peus. Per exemple: 360 flip, varial hellflip, hardflip... Depenent de l'altura del salt, es pot sumar i fer un altre truc. Per exemple, fs pop late flip.

### Trucs degrind
Els trucs de grind bàsicament consisteixen en el fet que en saltar es llisqui sobre qualsevol superfície, com per exemple baranes o cantonades on es pugui lliscar i mantenir l'equilibri. N'hi ha de dos tipus: els grinds, que es fan amb els eixos 50-50, 5-0 (nosegrind, smithgrind, feeble, crooked, overcrook...) i els slides, que són els que es fan amb la taula (bluntslide, tailslide, noseslide, boardslide, lipslide). També hi ha slides amb la taula a l'inrevés, com el darkslide. Abans de realitzar aquests trucs, cal que la superfície sobre la qual s'efectua el truc estigui degudament lubricada per a un millor lliscament. S'acostuma a fer servir cera.

### Trucs de manual
Els trucs de manual són aquells als quals es manté l'equilibri amb dues rodes, o fins i tot només amb una: manual, nosemanual, switch manual, fakie manual, nollie manual.

### Trucs deflatland
Són aquells que es fan a una superfície llisa i no es necessita molt d'espai; per exemple, el pogo.

### Ol·li
És el truc bàsic de l'skateboarding. Consisteix a botar amb la taula, sense agafar-la amb la mà. Té diverses variants: el boned ollie, un salt més estètic però molt més difícil, el fakie, nollie, el nollie o switch ollie, que consisteix a fer l'ol·li a l'inrevés, és a dir, si normalment el patinador pica a l'esquerra i grata cap a la dreta, en aquest cas, pica a la dreta i grata cap a l'esquerra.

### Wallride
Consisteix a patinar amb una taula per la paret o per una inclinació considerable.

## Modalitats

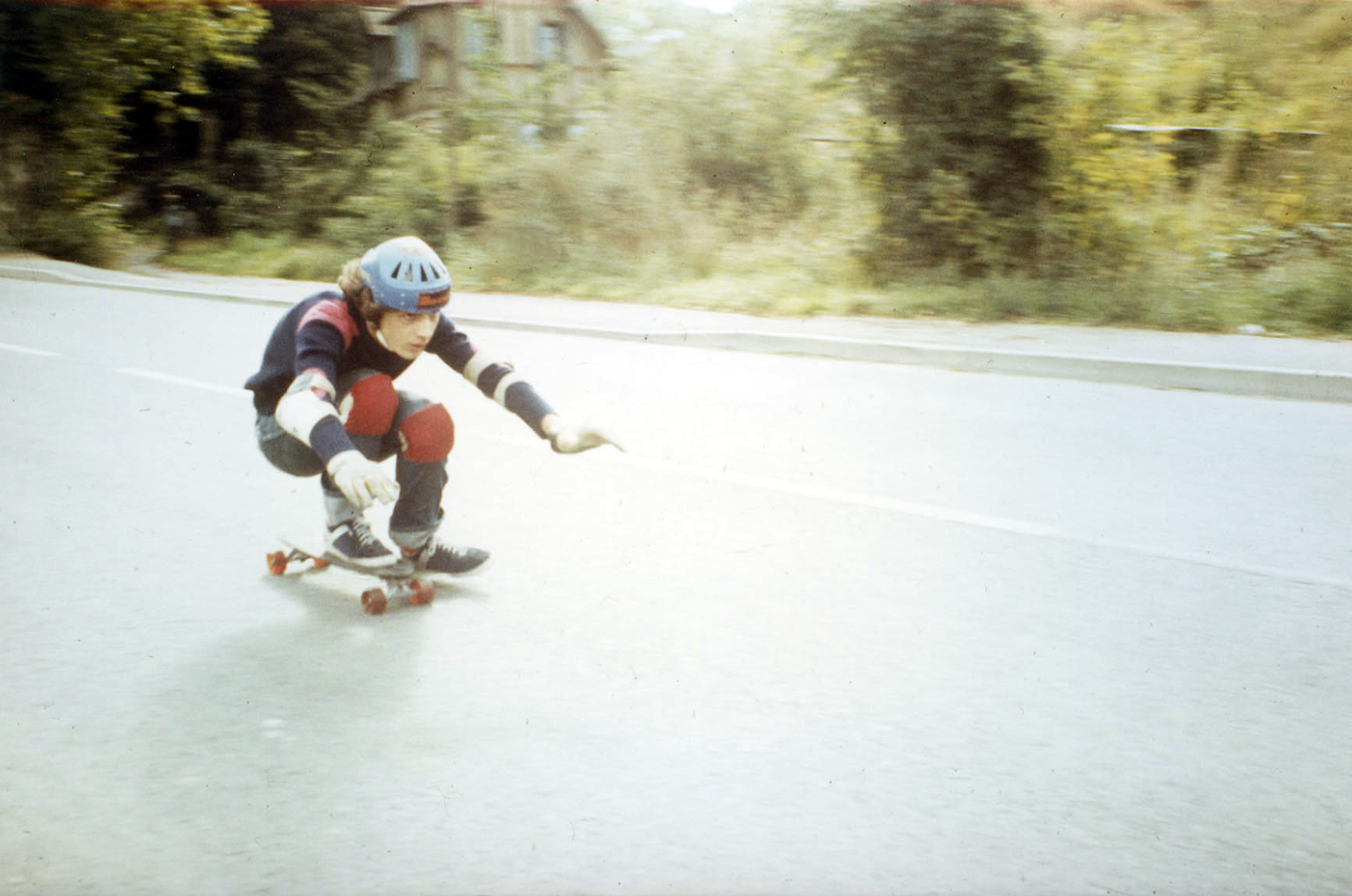
Jove practicant un descens a Sannois el 1977

Actualment hi ha tres modalitats de competició: descens, carrer i parc de patinatge (skatepark). Cada un té els seus secrets, i cada patinador utilitza uns monopatins que aparentment semblen iguals, però que són completament diferents. La modalitat de descens és especialment practicada a les ciutats amb grans pendents en els seus carrers com San Francisco o Rio de Janeiro. Es tracta d'agafar la màxima velocitat per avançar els teus contrincants.
La modalitat de carrer, com el seu nom indica, es pot practicar a qualsevol lloc del carrer que tingui el terra una mica llis i disposi d'una mica d'espai (una plaça és ideal). L'objectiu d'aquesta modalitat és usar els peus per fer moure el monopatí sense necessitat de les mans. En aquesta modalitat és on comencen a sorgir els anomenats tricks o trucs
La modalitat de parc de patinatge és molt semblant a la de carrer, però amb la diferència que, a més del mobiliari urbà, també s'utilitza mobiliari especial, com migtubs, box's o walls.

## Competicions

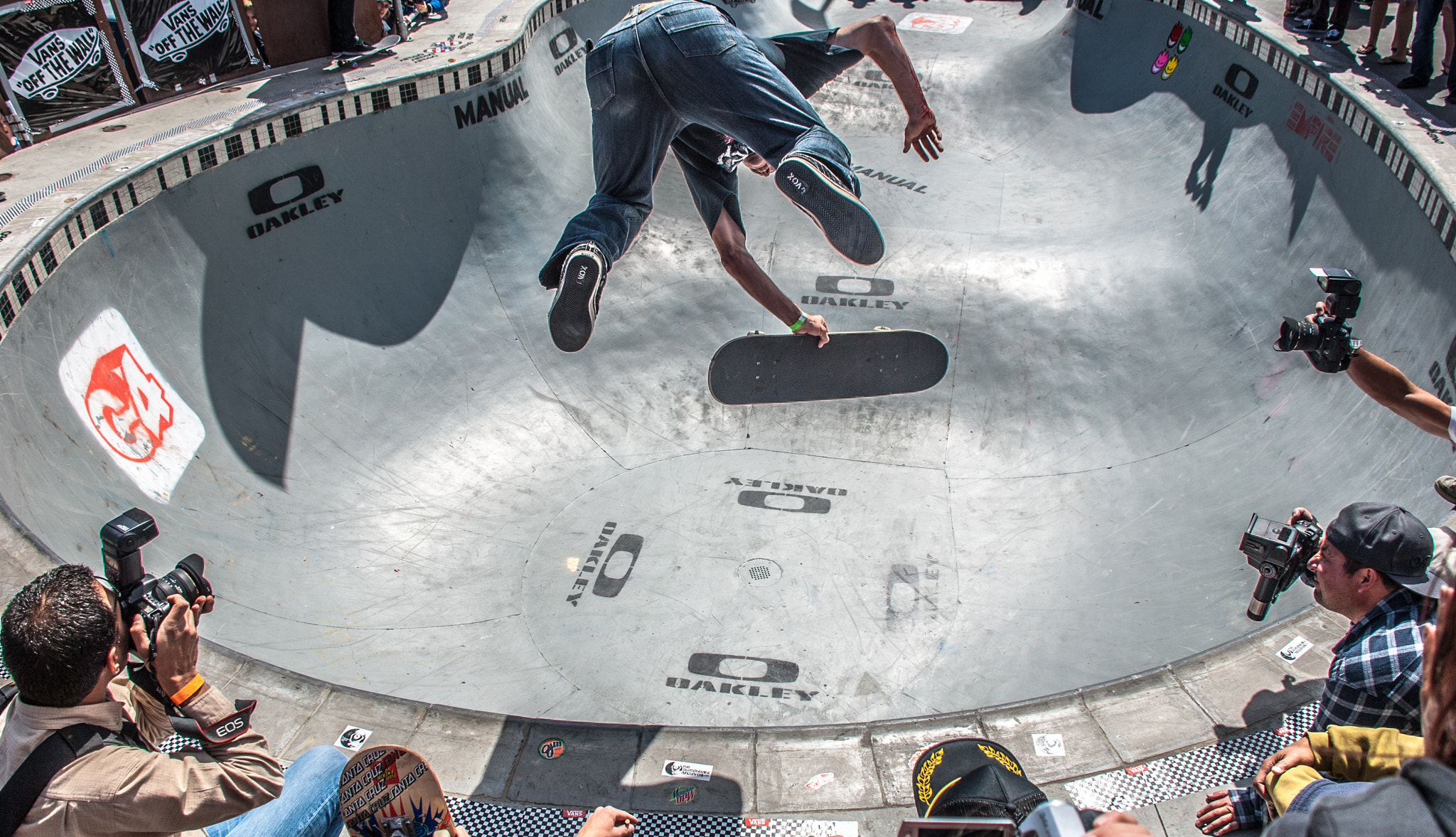
Competició en un skatepark

La competició per torns o freestyle es duu a terme en un parc de patinatge, on els patinadors fan torns en grups de tres o quatre i, durant un temps determinat, surten i fan una sèrie d'acrobàcies lliurement, les quals es valoraran en funció de la seva complexitat, alçada, risc o pulcritud en la seva realització. Les categories són amateur i professional, i els grups aniran en funció de l'edat dels participats. No estar permès d'obstaculitzar els altres participants i és una acció que es penalitza amb l'expulsió o la pèrdua del torn, segons la seva gravetat. Aquestes proves solen acollir un gran nombre de participants, ja que en elles hi ha la possibilitat d'aconseguir un patrocinador o de guanyar un premi en metàl·lic. La durada de cada ronda és d'uns 3 minuts.
En l'skate no es permet l'ús de rampes, i només es poden fer trucs de gir del patí en l'aire (flips). Quan un competidor realitza un truc, l'altre ha de emular-lo. Si no és capaç de copiar-lo o el falla, obté una lletra, S, K, A, T i E, successivament. Quan un dels participants completa la paraula «skate», la competició ha acabat, i esdevé guanyador el que no ha completat la paraula. En aquestes proves els participants solen ser dos, encara que també poden participar fins a deu jugadors. La durada de la prova és variable.
La carrera és una prova de risc, que sol ser underground, és a dir, que no és oficial. Consisteix a baixar un pendent asfaltat a gran velocitat sobre un monopatí, drets o asseguts, segons la necessitat. Les velocitats assolides poden arribar als 80 km/h i, en ocasions, les caigudes són terribles, amb fractures i contusions.